# 1730년
1730년은 일요일로 시작하는 평년이다.

## 연호
- 청(淸) 옹정(雍正) 8년
- 일본(日本) 교호(享保) 15년
- 후 레 왕조(後黎朝) 빈카인(永慶) 2년

## 기년
- 류큐(琉球) 쇼케이왕(尚敬王) 18년
- 청(淸) 세종 옹정제(世宗 雍正帝) 8년
- 조선(朝鮮) 영조(英祖) 6년
- 후 레 왕조(後黎朝) 혼덕공(昏德公) 2년

## 사건
- 7월 12일 - 교황 클레멘스 12세, 246대 로마 교황 취임.
- 용골자리 에타별이 밝아짐

## 사망
- 조선 20대 국왕 경종의 계비 선의왕후
- 1월 29일 - 러시아의 표트르 2세, 러시아 제국 로마노프 왕조의 3번째 군주.
- 2월 21일 - 교황 베네딕토 13세, 245대 로마 교황.
- 3월 20일 - 아드리엔 르쿠브뢰르, 프랑스의 배우.
- 7월 18일 - 프랑스 원수 빌레루아 공작 프랑수아 드 뇌빌